# Волнат (Мисисипи)
Волнат (енгл. Walnut) град је у америчкој савезној држави Мисисипи.

## Демографија
По попису из 2010. године број становника је 771, што је 17 (2,3%) становника више него 2000. године.
| Група             | 2000.       | 2010.       |
| Белци             | 633 (84,0%) | 646 (83,8%) |
| Афроамериканци    | 109 (14,5%) | 97 (12,6%)  |
| Азијати           | 0 (0,0%)    | 4 (0,5%)    |
| Хиспаноамериканци | 5 (0,7%)    | 12 (1,6%)   |
| Укупно            | 754         | 771         |